# 高須賀晋
高須賀晋（たかすが すすむ、1933年-2010年）は日本の建築家。清水建設勤務をへて、高須賀晋一級建築士事務所を主宰。

## 代表作品
- 虹山画荘/ステーキハウス染と茶（1973、1976）
- 天狗山荘
- 風騒山荘（1973）
- 龍雲院白山道場（1978）
- 龍雲院本堂・禅道場（1979）
- 工学院軽井沢寮（1980）
- 生闘學舎（1980、日本建築学会賞作品賞）
- 高津の家
- 石神井の家
- 北鎌倉の家（2002）
- 与志本佐久事務所（1985）
- 王禅寺K邸（1976）
- 金子邸 （1969）
- 松原の家（1990）
- 茂原の家1（1991）
- 鶴川の家（1991）
- 小桜の家（1991）
- 小林邸（1972）
- ようかみ山荘（1972）
- ちむうワシ秩父（1972）
- 高津の家（1991）
- 中野U氏邸（1984）
- 新百合ケ丘の家（1990）
- 百合ヶ丘の家（1990）
- 福田邸（1980）
- 宇都宮･入江邸（1977）
- 茂原の家3
- 安食の家（1990）
- 勝田の家
- 池田邸（1979）
- 茂原の家2（1991）
- 畑山邸（1976）
- 大北邸（1983）
- 小山邸（1990)
- ぎゃらりー風土器（2002）
- 本大久保のアトリエ（2002）
- 鬼高の家（1979）
- 大宮K邸（1979）
- 清原邸（1973）
- 多古町のアトリエ（1984）
- 木村さんの家（1991）
- 芦野温泉「陣屋」（1995）
- 北温泉・河原湯（2002）
- 天城高原の家（1987）
- 東戸塚の家（1987）
- 八千代台の家（2012）

## 著書
- 木造建築の詳細 龍雲院白山道場：住宅建築 別冊1
- 日本の集落 全三巻：共著、住宅建築 別冊13～15
- 建築細部詳細 高須賀晋作品集 住宅建築設計例集7 建築資料研究社, 1983
- 高須賀晋住宅作品集―シンプルと「いき」と 建築資料研究社 1992